# Château Potensac
 (janvier 2024).
Si vous disposez d'ouvrages ou d'articles de référence ou si vous connaissez des sites web de qualité traitant du thème abordé ici, merci de compléter l'article en donnant les références utiles à sa vérifiabilité et en les liant à la section « Notes et références ».

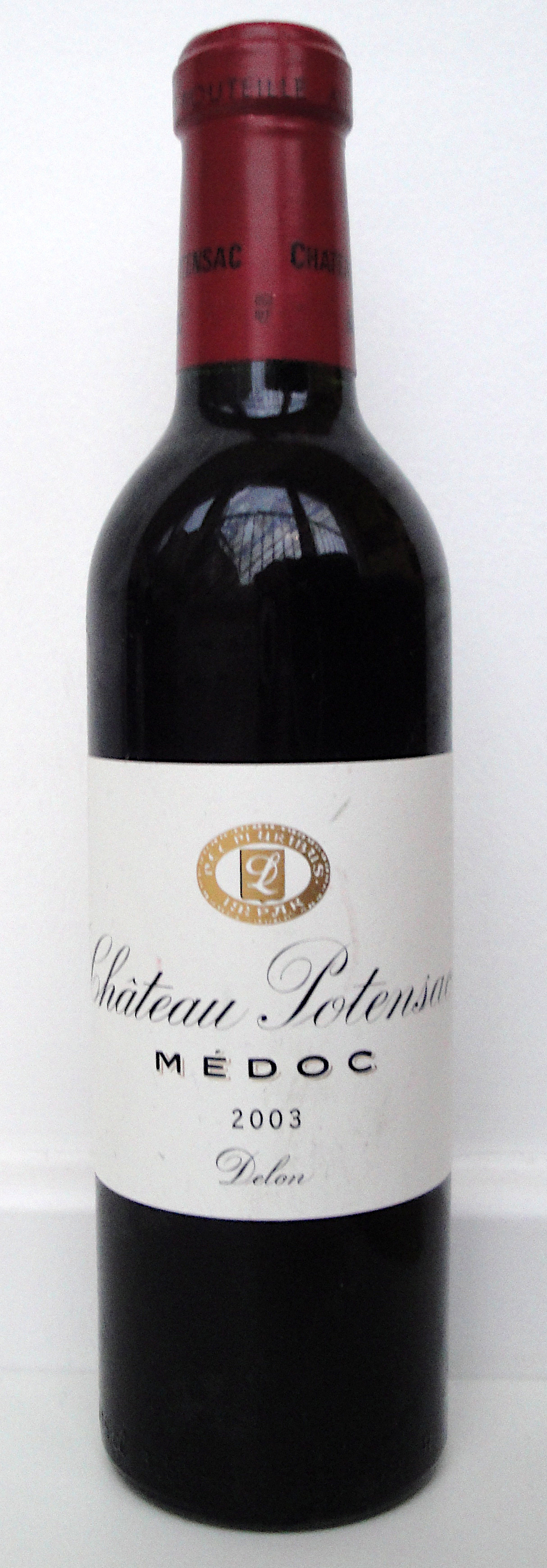
Château Potensac 2003

Le château de Potensac est un domaine viticole de 84 ha à Ordonnac en Gironde, appartenant à la famille Delon (propriétaire du château Léoville Las Cases). C'est une AOC Médoc qui fait partie des crus bourgeois exceptionnels.

## Histoire du domaine
À l'origine propriété de la famille Liquard (Abel Liquard Maire de St Germain d'Esteuil), le Château Potensac changea de main du fait du mariage de Paul Delon et de la fille de la famille. Il passa alors sous la direction de la famille Delon, de Paul et de son épouse Liquard à leur fils Michel Delon dans les années 1970, qui possède également d'autres domaines dans le Bordelais, notamment à Saint-Julien et Pomerol. Depuis la mort de Michel Delon en 2000, la propriété est gérée par son fils Jean-Hubert Delon.